# Robert Börner
Robert Börner (* 6. September 1865; † Dezember 1934 in Leipzig) war ein deutscher Politiker (DNVP) und Mitglied des Sächsischen Landtages.

## Leben
Börner wurde als Sohn des Hofverwalters August Börner geboren, besuchte die Volksschule und diente anschließend als Einjährig-Freiwilliger. 1886 trat er als Postgehilfe in den Dienst der Reichspost, in der er bis zum Oberpostinspektor aufstieg. Im Ersten Weltkrieg diente Börner als Feldpst-Vorsteher der 58. Infanterie-Division. 1917 wurde er Stadtverordneter in Leipzig. Von 1920 bis 1926 war er für die DNVP Mitglied des Sächsischen Landtages. Ab dem 27. September 1927 war er als Nachrücker für den ausgeschiedenen Abgeordneten Alexander Pagenstecher bis 1929 erneut Mitglied des Sächsischen Landtages. In der Fraktion hatte er u. a. die Funktionen des Schriftführers, Kassierers und Geschäftsführers inne. Börner war zeitweise Vorsitzender der DNVP in Leipzig. Er gehörte der Gesellschaft für deutsche Volksbildung und der Fichte-Gesellschaft von 1914 an.
Im Frühjahr 1933 trat Börner als Hospitant der NSDAP-Fraktion in der Leipziger Stadtverordnetenversammlung bei.